# Dodge Stratus

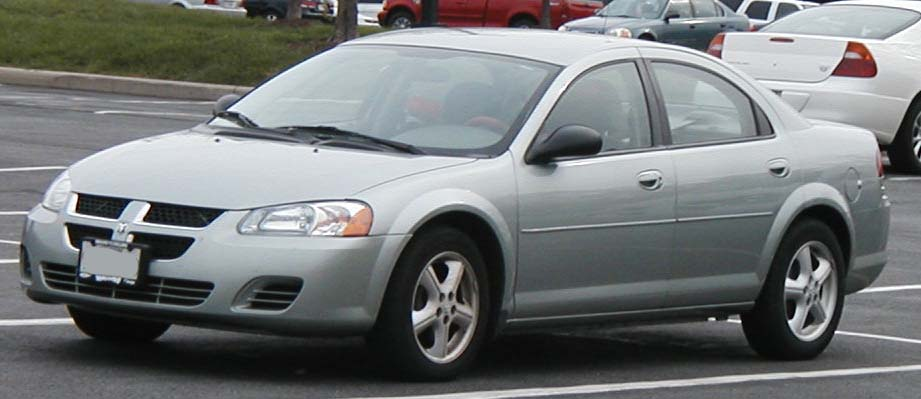
Dodge Stratus del 2004-2006

El Dodge Stratus és un cotxe de tipus mid size fabricat per Dodge, una marca de Chrysler els anys 1995-2006 com a substitut del Dodge Spirit. Es tracta d'un cotxe "Cloud cars", igual que els Chrysler Cirrus, Chrysler Stratus i Plymouth Breeze. Igual que els models anteriors, va ser nomenat a la llista dels 10 millors cotxes de l'any 1996 i 1997 de la revista Car and Driver.
El Stratus va ser fabricat a Sterling Heights, Michigan i va comercialitzar-se al Canadà, Estats Units i Mèxic.
El substitut del Stratus és el Dodge Avenger.

## Primera generació (1995-2000)

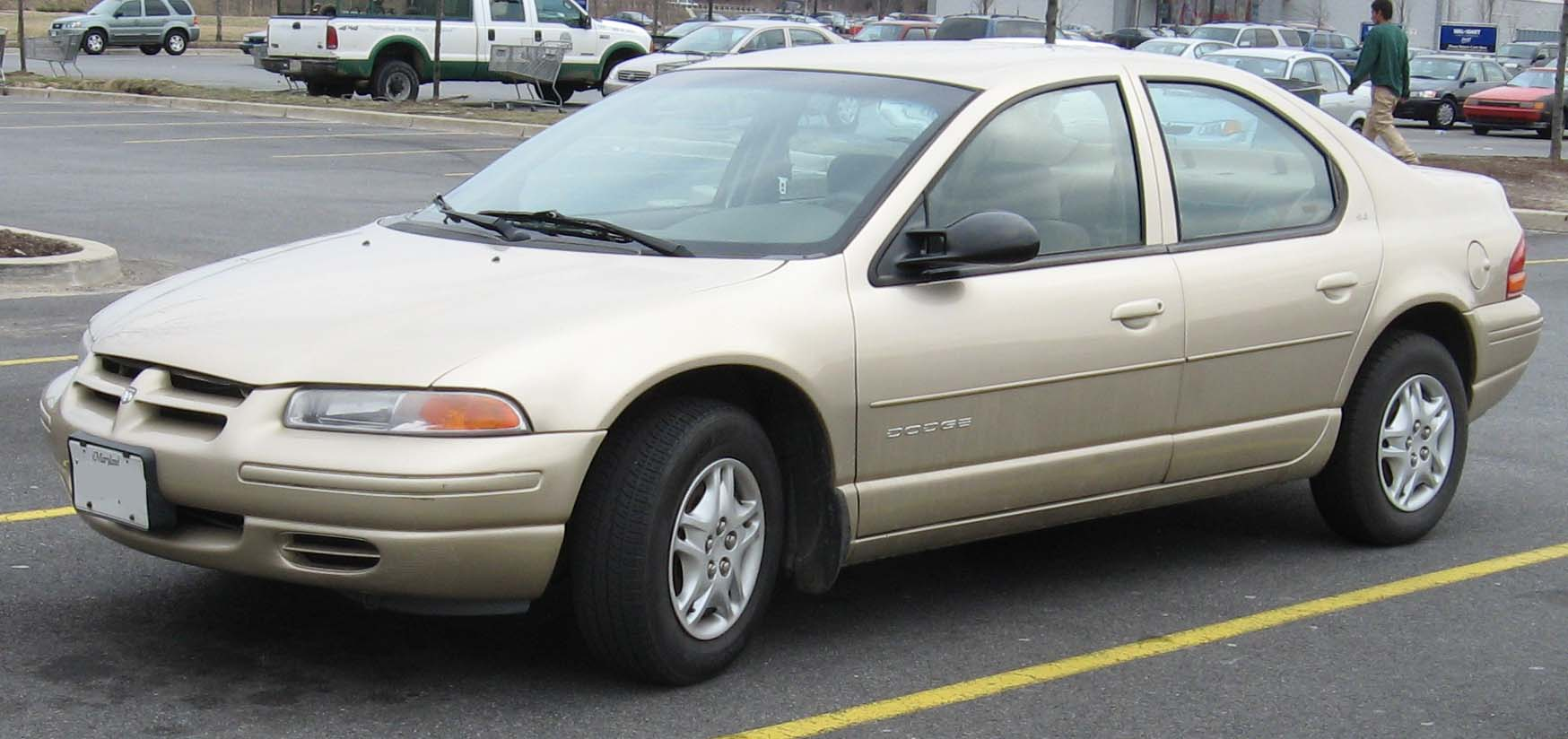
Dodge Stratus del 1995-2000

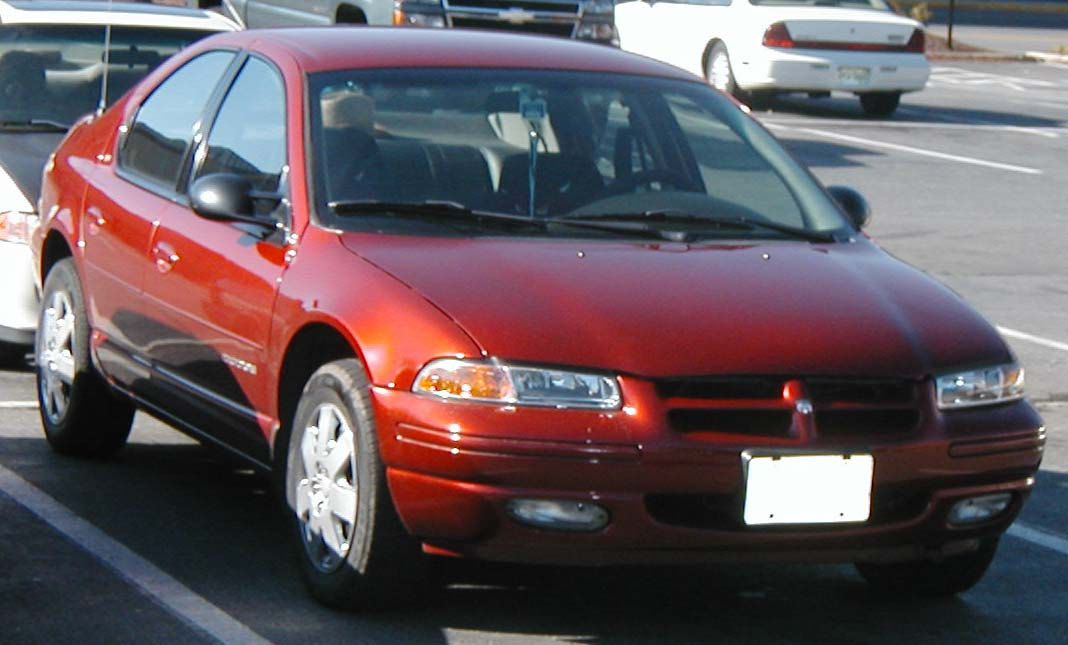
Vista frontal del Dodge Stratus del 1995-2000

El Stratus és el vehicle "normal" en la gamma de vehicles que usaven el xassís JA (el Breeze era el d'accés i el Cirrus era el més complet, encara que avui dia se segueix comercialitzant). Conseqüentment usen moltes parts intercanviables, sobretot perquè els 3 models eren idèntics amb diferències petites en la graella, llums posteriors, para-xocs posterior i llantes, encara que en els interiors els canvis si eren més notables.
Els paquets d'equipament són els següents:
- Base (posteriorment s'anomenarà SE), associat a un motor 2.0L A588 de 132 cv. En opció, pot elegir-se el motor 2.4L EY7 de 147 cv.
- ES, associat a un motor 2.4L EDZ de 150 cv. En opció, pot elegir-se el motor 2.5L Mitsubishi 6G73 V6 de 164-168 cv.

Les caixes de canvi disponibles eren una manual de 5 velocitats i una automàtica de 4 velocitats 41TE.
Mides del Stratus:
Batalla (Wheelbase): 2,743 m (108 in)
Llargada (Length): 4,724 m (186 in)
Amplada (Width): 1,821 m (71.7 in)
Alçada (Height): 1,377 m (54.2 in)
El Stratus substitueix al Dodge Spirit, amb bona crítica sobretot en l'agilitat del vehicle (traçada de corbes a major velocitat respecte del Spirit), va ser comparat amb mid size com el Chevrolet Malibu o Ford Contour per revistes com Consumer Reports, ja que el Dodge Dynasty i Dodge Monaco (amb xassís LH i LX) eren competidors més directes del Ford Taurus, Honda Accord i Chevrolet Lumina.

### Altres mercats
A Mèxic, es va comercialitzar una versió de motor 2.4L EDZ amb turbocompressor i transmissió automàtica de 4 velocitats amb AutoStick. El seu rendiment era de 168 cv @ 5200 rpm i una torsió de 293 N·m @ 2200 rpm.
A Europa es va vendre com a Chrysler Stratus i amb els motors 2.0 i 2.5 V6 amb canvis com que el disseny era del Chrysler Cirrus amb les excepcions dels fars posteriors i graella (que difereix lleugerament) que són del Stratus, així com els interiors.

## Segona generació (2001-2006)

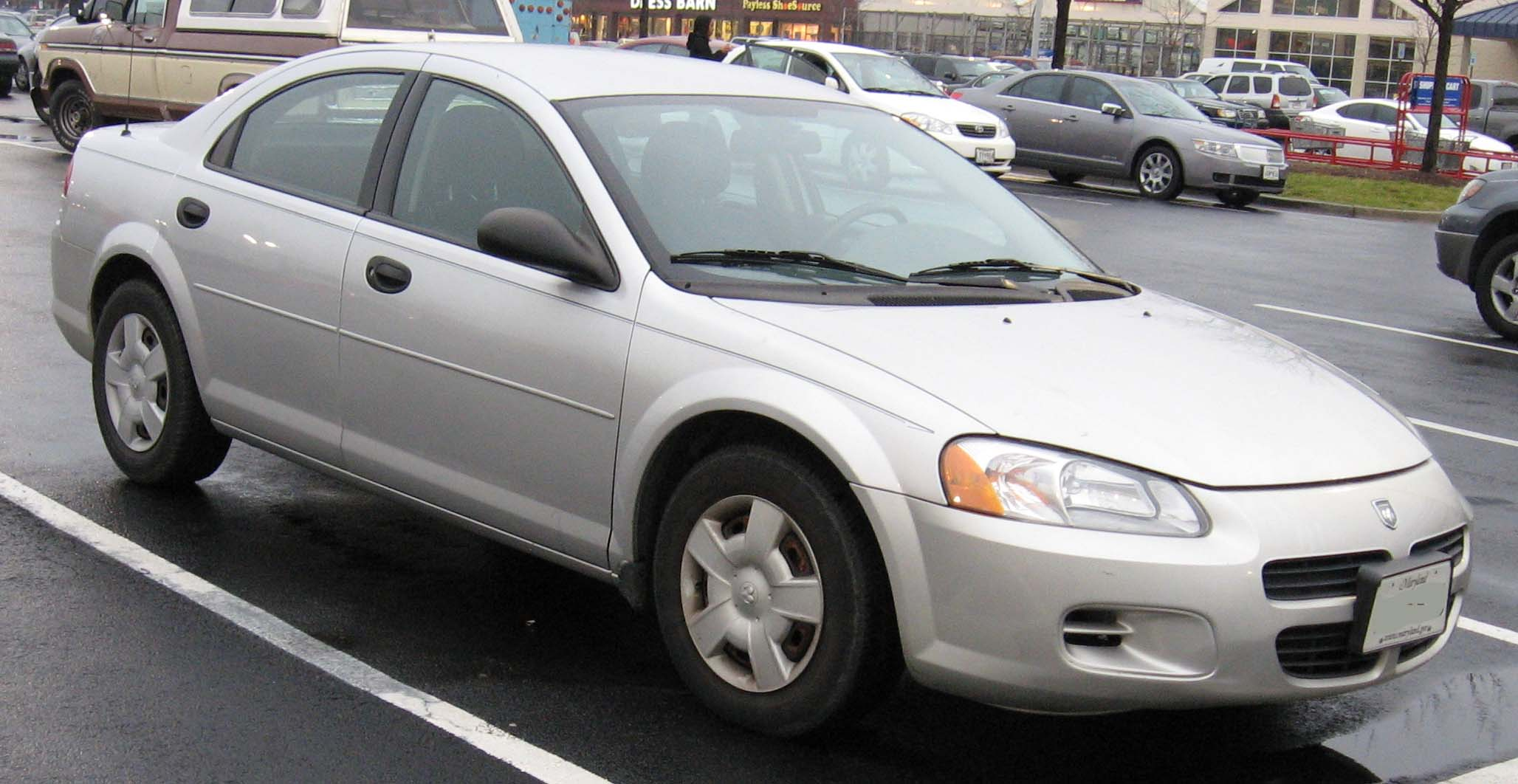
Dodge Stratus del 2001-2003

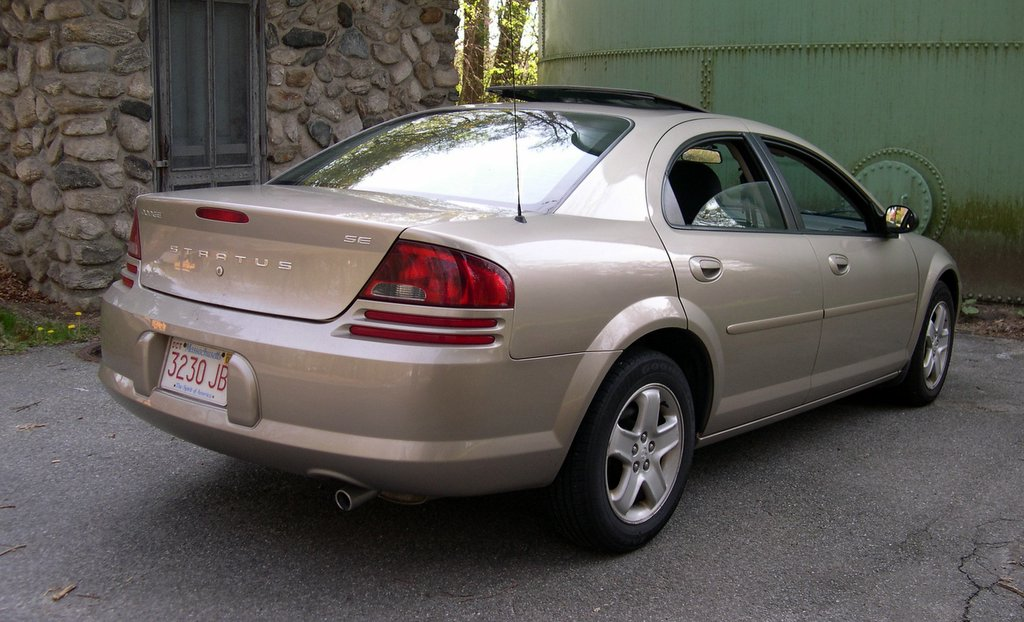
Part posterior d'un Dodge Stratus del 2002

El 2001, el Stratus va ser l'últim dels "Cloud Cars", amb el Cirrus que canvia el nom a Chrysler Sebring (a Mèxic segueix venent-se el nom de Cirrus) i la desaparició del Breeze i Dodge Avenger (basat amb el Mitsubishi Eclipse), encara que no és una desaparició sinó que Dodge decideix canviar-li el nom per Stratus (A Canadà va deixar-se també de vendre's).
Els nous Chrysler Sebring i Dodge Stratus van equipar la revisió de la plataforma JA, anomenada JR i el Stratus coupe, el xassís emprat pel nou Mitsubishi Eclipse.
Mides del Stratus:
Batalla (Wheelbase): 2,743 m (108 in)
Llargada (Length): 4,844 m (190.7 in)
Amplada (Width): 1,793 m (70.6 in)
Alçada (Height): 1,394 m (54.9 in)
Capacitat del portaequipatges (Cargo Volume): 453 cm3 (16 cu. ft.)
Mecànicament s'ofereix amb els següents motors:
- 2.4L EDZ L4 de 150 cv @ 5200 rpm i una torsió de 226 N·m @ 4000 rpm.
- 2.7 L EER V6 de 200 cv @ 5900 rpm i una torsió de 260 N·m @ 4300 rpm.

Els paquets d'equipament disponibles per aquesta generació són:
- ES (fins al 2004), associat a un motor 2.7 L EER V6.
- SE (fins al 2004), associat a un motor 2.4 L EDZ L4.
- SXT (del 2002 al 2006) associat a un motor 2.4 L EDZ L4.
- R/T (del 2002 al 2006), associat a un motor 2.7 L EER V6 excepte a Mèxic, que s'associa al motor 2.4 L EDZ L4 amb turbocompressor que augmenta a 215 cv l'any 2001. A partir del març del 2004 augmenta a 225 cv @ 5200 rpm i una torsió de 319 N·m @ 4200 rpm.

### Status Coupe (2001-2005)

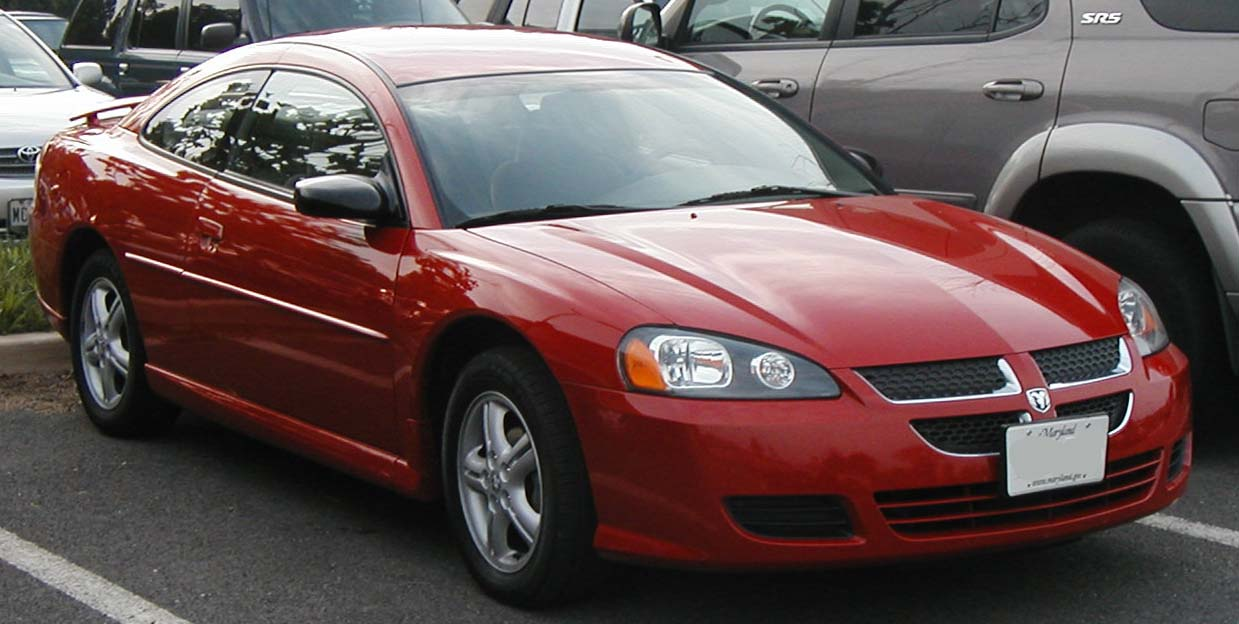
Dodge Stratus Coupe del 2003-2005

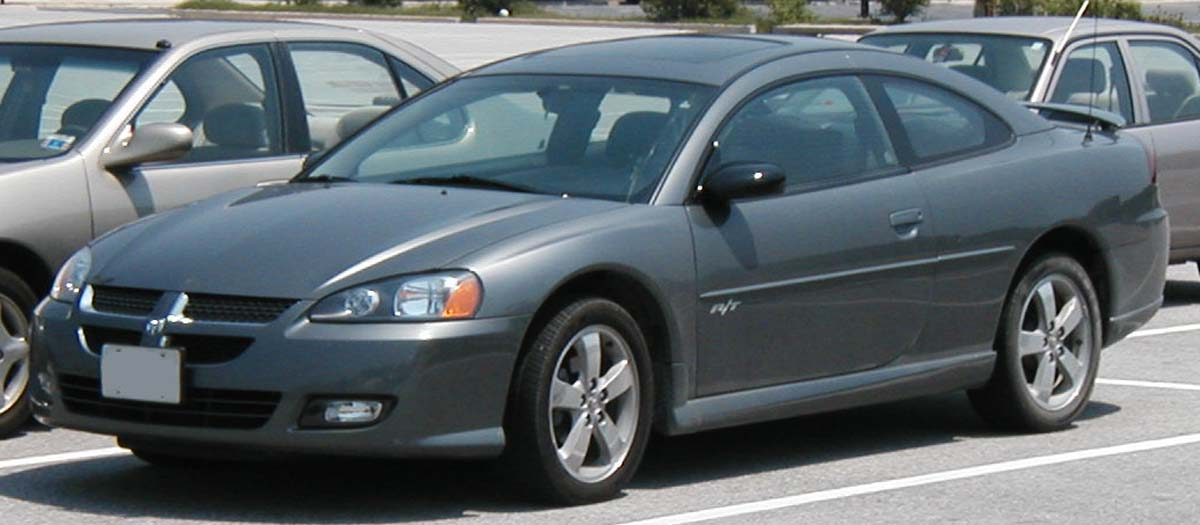
Dodge Stratus Coupe del 2004-2005

El Stratus Coupe no té res a veure amb el Stratus, només que comparteixen el mateix nom i detalls estètics. El xassís que usa és la ST-22 de Chrysler i es fabrica a la planta de Belvidere, Illinois.
Mides del Stratus:
Batalla (Wheelbase): 2,634 m (103.7 in)
Llargada (Length): 4,849 m (190.9 in)
Amplada (Width): 1,786 m (70.3 in)
Alçada (Height): 1,369 m (53.9 in)
Mecànicament només usa motors Mitsubishi: 2.4 L 4G64 L4 de 147 cv i 3.0 L Mitsubishi 6G72 V6 de 200 cv. En l'apartat de transmissions, pot elegir-se entre una transmissió manual de 5 velocitats i una automàtica de 4 velocitats 41TE.
Vehicles semblants amb aquest són el Chrysler Sebring coupe, Mitsubishi Eclipse i el Mitsubishi Galant.
Els paquets d'equipament disponibles per aquesta generació són:
- SE (del 2001 al 2002)
- SXT (del 2002 al 2005)
- R/T (del 2001 al 2005)

## Informació mediambiental
El Stratus 2004 amb motor 2.7L i caixa automàtica de 4 velocitats té uns consums de 21 mpg ciutat/28 mpg autopista, l'equivalent a 11,8 l/100 per autopista i 15,7 l/100 per ciutat. Sobre emissions, el Stratus emet 7,7 tones de CO₂ a l'atmosfera anualment.
Amb E85 té uns consums de 15 mpg ciutat/20 mpg autopista, l'equivalent a 10,2 l/100 per autopista i 14,7 l/100 per ciutat. Sobre emissions, el Stratus emet 6,4 tones de CO2 a l'atmosfera anualment.